# Saurornitholestes langstoni
Saurornitholestes langstoni es una especie y tipo del género extinto Saurornitholestes ("ladrón reptil-ave") de dinosaurio terópodo dromeosáuridos, que vivió a finales del período Cretácico, hace aproximadamente entre 77 a 68 millones de años, desde el Campaniense al Maastrichtiense, en lo que hoy es Norteamérica. En 1974, la paleontóloga aficionada canadiense Irene Vanderloh descubrió el esqueleto de un pequeño terópodo cerca de Steveville en Alberta. Se lo mostró a John Storer del Museo Provincial de Alberta, quien se lo comunicó a Hans-Dieter Sues. En 1978, Sues nombró y describió el espécimen como la especie tipo Saurornitholestes langstoni. El nombre genérico hace referencia a los Saurornithoididae, debido al parecido con este grupo que hoy se considera parte de los Troodontidae y combina su nombre con un griego lestes, "ladrón". El nombre específico honra a Wann Langston , Jr.